# Thorium(IV)-fluorid
Thorium(IV)-fluorid ist eine anorganische chemische Verbindung des Thoriums aus der Gruppe der Fluoride.

## Gewinnung und Darstellung
Thorium(IV)-fluorid kann durch Reaktion von Fluorwasserstoff mit Thorium(IV)-oxid bei 550 °C oder Thorium(IV)-hydrid bei 350 °C gewonnen werden.
{\displaystyle \mathrm {ThO_{2}+4\ HF\longrightarrow ThF_{4}+2\ H_{2}O} }
{\displaystyle \mathrm {2\ Th_{4}H_{15}+32\ HF\longrightarrow 8\ ThF_{4}+31\ H_{2}} }
Ebenfalls möglich ist die Darstellung durch Reaktion von Thorium(IV)-oxid mit Ammoniumhydrogendifluorid bei 500 °C.
{\displaystyle \mathrm {ThO_{2}+4\ NH_{4}HF_{2}\longrightarrow ThF_{4}+4\ NH_{4}F+2\ H_{2}O} }
Auch aus Thorium und Fluor kann Thoriumfluorid gewonnen werden.

## Eigenschaften
Thorium(IV)-fluorid ist ein weißer Feststoff, der in Form eines kryptokristallinen Pulvers oder einfachbrechenden, schillernden Kristallen vorliegt. Er ist unlöslich in Wasser und besitzt eine monokline Kristallstruktur mit der Raumgruppe I2/c (Raumgruppen-Nr. 15, Stellung 8) isotyp mit Zirconium(IV)-fluorid (a = 1313 pm, b = 1102 pm, c = 862 pm, β = 126°). In der Kristallstruktur liegen quadratische Antiprismen ThF8 vor. Die Verbindung reagiert mit Luftfeuchtigkeit bei Temperaturen über 500 °C zu Thoriumoxidfluorid. Bei Darstellung aus Lösungen liegt es in Form von Hydraten vor (Okta-, Tetra-, Dihydrat etc.) von denen das Hemihydrat das Einzige ist, von welchem die Struktur bekannt ist. Das Kristallwasser kann aus dem Hemihydrat durch Erhitzung im Vakuum auf 400 °C entfernt werden.

## Verwendung
Thorium(IV)-fluorid wird zur Herstellung von reinem Thorium und Hochtemperaturkeramiken verwendet. Des Weiteren dient es als Sputtertarget zur Herstellung von Dünnschichten mit niedrigem Brechungsindex ohne Absorption im sichtbaren und UV-Bereich. Es wird auch bei der Herstellung von Kohlebogenlampen verwendet.
Darüber hinaus ist angedacht, Thorium(IV)-fluorid als Kernbrennstoff für einen bestimmten Typ von Brutreaktor (Flüssigfluorid-Thorium-Reaktor, LFTR) zu nutzen. Erste Exemplare dieser Reaktoren sind seit 2010 in Japan und seit 2014 in China in der Entwicklung. Bei diesem Typ Flüssigsalzreaktor liegt der Reaktorkern nicht in fester Form, sondern in bewusst als Betriebszustand hergestellter Kernschmelze im flüssigen Aggregatszustand vor. Man erhofft sich davon die laufende Abtrennung von Spaltprodukten im Betrieb und ein einfaches „Nachfüllen“ von Brennstoff durch Ergänzung weiteren Thoriumfluorids. Da 232Th selbst nicht spaltbar ist und erst nach Neutroneneinfang zu spaltbarem 233U transmutiert, ist wahlweise eine (externe) Neutronenquelle oder eine „Startladung“ angereichert mit spaltbarem Material (233U, 235U, 239Pu o. ä.) nötig, um den Reaktor in Gang zu setzen. Um  den Schmelzpunkt zu senken liegt ThF4 zumeist gelöst in anderen Fluoriden vor, meistens FLiBe (Lithiumfluorid-Berylliumfluorid Mischung).